# Тамьян-Таймас
Тамьян-Таймас (баш. Тамъян-Таймаҫ) — село в Миякинском районе Башкортостана, входит в состав Богдановского сельсовета.

## История
Основано по договору 1762 г. о припуске башкирами Тамьянской вол. Ногайской дороги на вотчинных землях башкир Иликей-Минской волости той же дороги. Позднее на тех же условиях здесь поселились башкиры из д. Сарсаз-Такермен Сарали-Минской вол. Мензелинского уезда. В 1-й половине XIX в. учитывались также тептяри, ясачные татары. Первая часть назв. происходит от этнонима “тамьян”, вторая — от имени первопоселенца Таймаса Кутлина. Было известно также как Нижний Тамьян, Таймасово, Чиряш-Тамьян.
В 1795 году в 24 дворах проживало 150 чел., в 1865 г. в 90 дворах — 537 человек. Занимались скотоводством, земледелием, пчеловодством, плотницким делом. Была мечеть.
В 1906 году также зафиксированы кузница, бакалейная и мануфактурная лавки.

## Население
| 2002 | 2009 | 2010 |
| ---- | ---- | ---- |
| 604  | ↘602 | ↘516 |

Национальный состав
Согласно переписи 2002 года, преобладающая национальность — башкиры (99 %).

## Географическое положение
Расстояние до:
- районного центра (Киргиз-Мияки): 23 км,
- центра сельсовета (Богданово): 3 км,
- ближайшей ж/д станции (Аксёново): 43 км.

## Инфраструктура
Есть средняя школа и детский сад, фельдшерско-акушерский пункт успешно оптимизирован в 2018 году, дом культуры, библиотека.

## Религия
В селе есть мечеть Муртаза.